# Eliminação da conjunção
Na lógica matemática, a eliminação da conjunção ou simplificação é uma regra de inferência que estabelece que, se a conjunção de A e B é verdadeira, então A é verdadeiro e B é verdadeiro.

## Definição
Em linguagem formal:
{\displaystyle A\land B\vdash A}
ou
{\displaystyle A\land B\vdash B}

Em Português, pode-se exemplificar:
Esta chovendo e relampejando.
Portanto, está chovendo.